# Annelgræs
Annelgræs (Puccinellia) er en slægt af græsser. Herunder ses dens arter:
| Arter |

- Ballastannelgræs (Puccinellia rupestris)
- Knippeannelgræs (Puccinellia fasciculata)
- Krybende annelgræs (Puccinellia phryganodes)
- Skedeannelgræs (Puccinellia vaginata)
- Smaltoppet annelgræs (Puccinella angustata)
- Strandannelgræs (Puccinellia maritima)
- Udspærret annelgræs (Puccinellia distans) – Udspærret Sødgræs

| Botanik | Spire Denne botanikartikel er en spire som bør udbygges. Du er velkommen til at hjælpe Wikipedia ved at udvide den. |